# Gilberto Govi (Physiker)

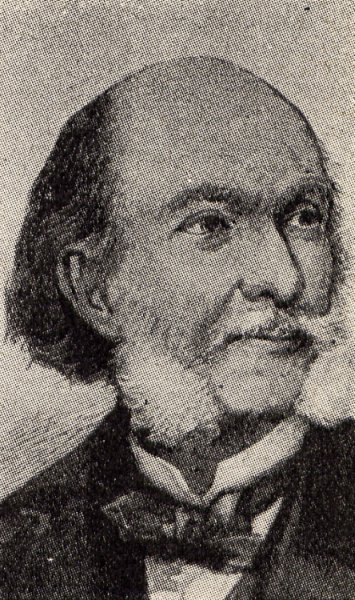
Gilberto Govi, 1882

Gilberto Govi (* 21. September 1826 in Mantua; † 30. Juni 1889 in Rom) war ein Italienischer Physiker und Wissenschaftshistoriker.

## Leben
Gilberto Govi studierte ab 1844 kurzzeitig Jurisprudenz an der Universität Padua. Daneben widmete er sich auch dem Studium von Physik, Chemie und Mathematik. 1848 trat er in die sardische Armee ein und nahm am Ersten Unabhängigkeitskrieg gegen Österreich teil, wobei er sich insbesondere in der Schlacht von Sorio bei Montebello auszeichnete. Anschließend musste er aus Mantua nach Frankreich flüchten, wo er an der Pariser École polytechnique seine Studien fortsetzte. In der Folge war er von 1856 bis 1862 Professor der Physik in Florenz sowie von 1862 bis 1878 in Turin, wo er auch das Amt des Rektors bekleidete. 1878 erhielt er einen Lehrstuhl für Experimentalphysik an der Universität Federico II in Neapel. Er war 1872 Vertreter Italiens in der zur Vereinheitlichung des metrischen Systems gegründeten internationalen Meterkommission in Paris. Als Abgeordneter von Reggio nell’Emilia (1882–84) schloss er sich der äußersten Linken an. In seinen letzten Lebensjahren beschäftigte er sich mit Leonardo da Vinci, dessen Werke er herauszugeben beabsichtigte. Er starb 1889 im Alter von 62 Jahren in Rom.

## Werke
Govi schrieb viele wissenschaftliche Abhandlungen, die zum größten Teil in italienischen und französischen Zeitschriften erschienen. Ferner verfasste er u. a. folgende selbständige Werke:
- Delle scienze nella società, Turin 1857
- Della fisica e del modo di studiarla e d’insegnarla nei tempi passati e ai di nostri, Turin 1862
- Galileo Galilei, Turin 1864
- Metodo per determinare la lunghezza del pendolo, Turin 1866
- Della proprietà intellettuale, Florenz 1867
- Volta e il telegrafo elettrico, Turin 1868
- Romagnosi e l’elettro-magnetismo, Turin 1869
- Il Sant’Uffizio, Copernico e Galileo, Turin 1872
- Leonardo letterato e scienziato. Studio sul genio e sulle scoperte di Leonardo da Vinci, Mailand 1872
- Teoria dell’elettroforo, Rom 1882